# Nàtxiki
Nàtxiki (en rus: Начики) és un poble (un possiólok) del krai de Kamtxatka, a Rússia, que el 2020 tenia 295 habitants. Pertany al districte de Iélizovo.